# Christian Clemens (Schachspieler)
Christian Clemens (* 5. August 1940) ist ein deutscher Schachspieler und emeritierter Psychologie-Professor.

## Leben und Beruf
Clemens arbeitete bis 1968 an der Gelehrtenschule des Johanneums in Hamburg-Winterhude. Er trägt einen Doktortitel des Rechtswesens und ist Diplom-Psychologe. Er war Professor für Psychologie an der Fachhochschule Braunschweig.

## Leistungen im Schachspiel

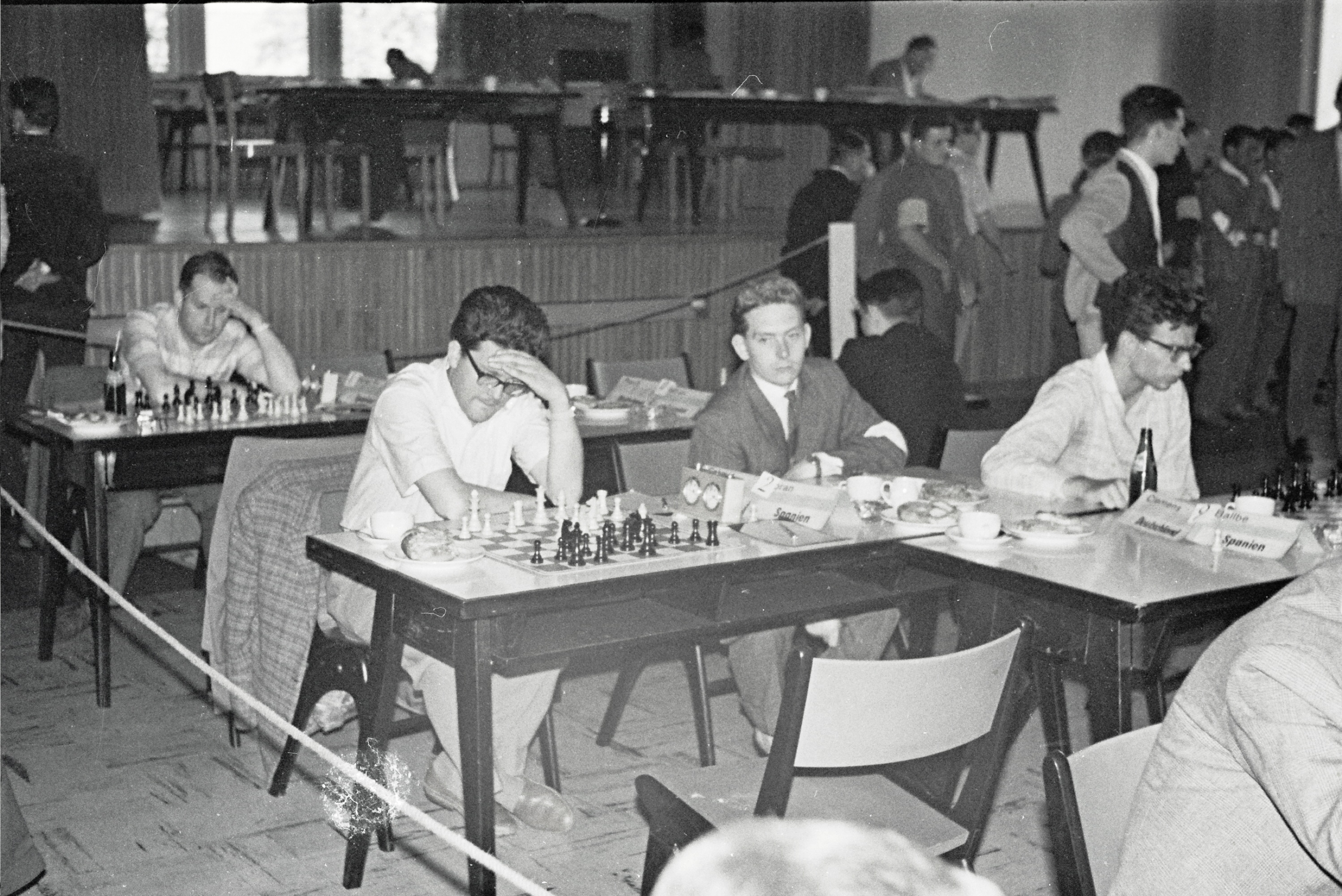
Wolfgang Unzicker, Lothar Schmid und Christian Clemens (rechts) bei der Europa-Mannschaftsmeisterschaft 1961

Bei Deutschen Jugendmeisterschaften errang Christian Clemens jeweils einen geteilten dritten Platz, und zwar 1956 in Traben-Trarbach und 1958 in Hitzacker. Bei der zweiten Europäischen Mannschaftsmeisterschaft, die Sommer 1961 in Oberhausen stattfand, spielte er zusammen mit Wolfgang Unzicker und Lothar Schmid in der deutschen Nationalmannschaft. Ein weiterer Erfolg war der mit Hans-Joachim Hecht geteilte dritte Platz beim internationalen Turnier 1962 in Bamberg, das Bruno Parma gewann.
Clemens besitzt den Titel FIDE-Meister und spielt für den Schachclub Braunschweig Gliesmarode von 1869.
In der deutschen Schachbundesliga spielte er in der Saison 1980/81 für den Hamburger Verein Favorite Hammonia, für den er zuvor bereits in der viergleisigen Bundesliga spielte, und von 1982 bis 1985 für die ostwestfälische SG Enger-Spenge. Christian Clemens wurde 1958 mit dem Hamburger SK sowie 1969 und 1972 mit der Solinger Schachgesellschaft von 1868 deutscher Mannschaftsmeister. In den 1960er Jahren spielte Clemens zeitweilig für den Hamburger Verein SK Palamedes und nahm mit diesem 1963 und 1964 an der Endrunde der deutschen Mannschaftsmeisterschaft teil.
Clemens wurde 2009 und 2011 Deutscher Seniorenmeister. Der Titel ist Teilnehmern der Offenen Deutschen Senioreneinzelmeisterschaft mit deutscher Staatsangehörigkeit vorbehalten, sodass Clemens ihn 2009 als Gesamtsieger des Turniers, aber 2011 durch den 4. Platz der Gesamtwertung erreichte, die dann von Jurij Vasiljev angeführt wurde.

## Schriften
- Christian Clemens, Beate Clemens-Lodde: Psychologie des Alltags – Texte und methodische Anregungen zur Einführung in die Psychologie. Deutsche Landjugendakademie Klausenhof, Dingden 1971, DNB 730479188.
- Christian Clemens: Strukturen juristischer Argumentation. Schriften zur Rechtstheorie, Heft 60. Duncker und Humblot, Berlin 1977, ISBN 3-428-03894-0.
- Christian Clemens, Andreas Geiger: Modellversuch neue Studienangebote für Tätigkeitsfelder im Gesundheitswesen. (Abschlussbericht) Braunschweig 1984, DNB 860440982.